# ビッグマネー!〜浮世の沙汰は株しだい〜
『ビッグマネー！ 〜浮世の沙汰は株しだい〜』（ビッグマネー うきよのさたはかぶしだい）は、2002年4月11日から6月27日にフジテレビの『木曜劇場』枠で放送されたテレビドラマ（全12話）。原作は石田衣良の著作『波のうえの魔術師』。

## 概要
瞬時に億単位のカネが動くスリリングさ、金儲けのドリーム感、人間の欲望が渦巻くデイトレードの世界を、就職浪人中の若い相場師を主人公としてサスペンス色濃く描いた経済ドラマである。サイドストーリーとして、変額保険の運用失敗を契約者に転嫁するなどの悪事を働く銀行員とのバトルが展開される。
主演の長瀬は『ムコ殿』から1年後の同じ木曜劇場枠の起用となり、神田沙也加のデビュー曲を主題歌にタイアップした。
このドラマで行われている株式投資はフィクションであるとの注意書きがなされているように、ドラマ中では実際の日本の株式市場ではありえない事が起きてしまっている。その一つとして、日本の証券取引所の多くが採用している値幅制限がなく、際限なく価格が上昇ないしは下落しているような描写が何度か見られる。

## あらすじ
伝説の相場師と言われる老人、小塚泰平にその才能を見出された青年、白戸則道。小塚から、株の知識を一から伝授され、知らず知らずのうちにマーケットで生き抜く力を身に付けていく。そしていつしか青年は、老人とともに世界有数の銀行、まつば銀行を相手に、緻密にして巧妙な戦いを挑んでいく……。

## 変額保険
この作品で描かれている「相続保険」という架空の保険は、裁判で係争中であった「変額保険」がモデルである。銀行・保険会社などがスポンサーになっているため、ドラマでは保険名を変えたと思われる。
80年代末のバブル全盛期では、大都市圏の地価が高騰し、土地の所有者の相続税もあがるため、相続税を支払うため土地を手放さねばならないと言われていた。その対策を口実にして、言葉巧みに売り込まれたのが、この「変額保険」である。
変額保険の特徴として、加入時に「一括払い」することができ、かつ一般の生命保険とは別建てで「株式運用」をするため、死亡保険金・解約返戻金がハイリスク、ハイリターンとなる。加入者は「土地」を担保に、銀行からの融資を「一時払い金」として変額保険に入る。結果として、借金したことにより相続税は下がり、そして保険金で払うことができる、との説明であった。
しかし、バブル崩壊とともに「株式の運用」が行き詰まり、期待を下回る解約返戻金で、相続税には足りないという結果になった。さらに、銀行からの融資への利息も払えず、土地を売るか、早いうちに死んで被害を軽くするしかないという、悲惨な二者択一を迫られる高齢者が続出した。
ただし、「変額保険」そのもの全てが悪いわけではなく、また一方的に銀行と保険会社が悪かったわけでもない。バブル期の高騰に惑わされ、投資運用のリスクを理解せず、契約書をよく読むことなく加入した契約者の責任も決して軽くはない。相続税を回避するという不純な動機から「借金をして、リスクある投資をする」ことを選んだ契約者が、債務の全額免除を求める事に正当性を認めるのは実際問題として無理がある。
その上で、この変額保険事件で問題だったのは、銀行・保険会社が「ブランドと信用」を悪用する形で、資産を持った高齢者を狙い撃ちした事にあったのである。中には認知症などの高齢者に集中して営業を行った担当者もおり、ドラマ内で語られているように「他人の資産を使って、ギャンブルをした」という表現も、言い掛かりと否定出来ないのが実情である。
なお、現実に不動産価格は下落し続けたことから、放送時点では多くの銀行が使途自由型の不動産担保ローンの新規取扱を取りやめている。

## キャスト

### 主人公たち
- 白戸則道（24）：長瀬智也（主人公）
- 中川充ちる（21）：岡本綾（主人公の幼馴染）
- 小塚泰平（75）：植木等（白戸則道に株式売買を仕込む大資産家、かつて「世界を買った男」と謳われた伝説の相場師）
- 辰美周二（48）：小日向文世（総会屋辰美興業社長 裏世界の人間 主人公に協力）
- 蒔田：松重豊（辰美興業幹部　口下手で寡黙な男）
- 木本美幸：眞鍋かをり（祖母・八重が相続保険の犠牲者になる）
- 波多野テルコ（71）：八千草薫（小塚の知人でまつば銀行により被害を受ける）

### まつば銀行員
- 山崎史彦（32）：原田泰造（経営企画部調査役 平成2年入行 主人公と対決）
- 保坂遥（24）：長谷川京子（桜台支店総合職 入行4年目 途中から主人公の協力者に）
- 関根秀樹（36）：近藤芳正（桜台支店長代理 途中から主人公の協力者に）
- 河井美紀：金子さやか（香港支店に勤め山崎の秘密指令を受ける）
- 宮前：卜字たかお（桜台支店長）
- 大倉涼子：秋山菜津子（本店検査部→頭取特命）
- 稲垣頭取：神山繁（頭取）
- 目黑：津村鷹志（本部長）
- 仁科光：細野佑美子（桜台支店一般職）
- 市川優美：有坂来瞳（桜台支店一般職）
- 三浦美子：曲山えり（桜台支店一般職）

### その他
- 松井健太：相島一之（スタンダード証券社員　小塚と主人公の注文を受ける）

### ゲスト出演
- 山口：田窪一世【第1話】
- 榎本愛子：中尾ミエ【第2話】（榎本美容学院創設者 証券会社窓口でたまたま会った主人公に運用を任せてみる）
- 響子：木村多江【第3話】（トゥモローズ秘書　株主総会の最後にゆかりに協力）
- 大山はるき：山路和弘【第3話】（トゥモローズ社長）
- 仁藤ゆかり：京野ことみ【第3話】（元トゥモローズ社員　リストラされるが株主総会で社長解任を提案）
- 岡本勇太：吉武怜朗【第4話】（デイトレードで主人公に勝つ小学生）
- 岡本二郎：半海一晃【第4話】（勇太の父）
- 岡本公子：円城寺あや【第4話】（勇太の母）
- 君島みどり：高畑淳子【第5話】（インサイダー取引をする）
- 君島しんご：徳井優【第5話】（証券取引法違反容疑で逮捕）
- 木本八重：花原照子【第8話】（木本美幸の祖母 変額保険を契約したことを後悔して自殺）
- 田岡学：矢島健一【第8話〜】（債権回収代行サービス(株)スマイルファクター社長）
- 石川：坂俊一【第8話】（まつば不動産社員）
- ケント・フクハラ：宇梶剛士【第9話〜】（ウィンザー銀行 極東代表）
- 黒崎伸司：岡森諦【第11話〜】（東都ケーブルテレビジョン 報道部）
- 早坂局長：近江谷太朗【第12話】（金融庁・銀行監督局長）

## スタッフ
- 原作：石田衣良『波のうえの魔術師』
- 脚本：秦建日子、林宏司
- 音楽：Knife Produced by Sin
- 主題歌：SAYAKA「ever since」
- 演出：西浦正記、木村達昭、桜庭信一
- プロデュース：和田行、土屋健
- 演出補：位部将人、森保伸二、洞功二、狩山俊輔、野上貢、宿野高平
- プロデュース補：菊地裕幸、三田真奈美、増本淳
- リサーチ：青木慶一
- 制作担当：角田隆、松本幹之
- 制作主任：吉川和也
- 制作：有馬亘、松村亜希、大峠孝志
- 記録：渡辺美恵、堤真理子
- 広報：上野陽一
- 選曲：小西善行
- 協力：渋谷ビデオスタジオ、ビデオフォーカス、文藝春秋、東洋経済新報社、K&L、ファン、アクティブ21
- 企画協力：ドラマデザイン社
- 制作著作：フジテレビ

## サブタイトル
| 各話        | 放送日        | サブタイトル                            | 視聴率 | 備考     |
| ----------- | ------------- | --------------------------------------- | ------ | -------- |
| Stock1      | 2002年4月11日 | 夢を買うなら株を買え!                   | 13.7%  | 15分拡大 |
| Stock2      | 2002年4月18日 | 素人は株に手を出すな                    | 9.9%   |          |
| Stock3      | 2002年4月25日 | 株を買った会社を恋人にしろ              | 9.8%   |          |
| Stock4      | 2002年5月02日 | コドモの夢オトナの夢                    | 10.4%  |          |
| Stock5      | 2002年5月09日 | 許されたカンニング                      | 10.7%  |          |
| Stock6      | 2002年5月16日 | 決戦への最終テスト!                     | 10.3%  |          |
| Stock7      | 2002年5月23日 | 怒りの原点! 明かされた保険のワナ        | 10.8%  |          |
| Stock8      | 2002年5月30日 | 奪われた家 土地そしてばあちゃんの命!    | 12.3%  |          |
| Stock9      | 2002年6月06日 | 失われた思い出…哀しみのダンス           | 8.3%   |          |
| Stock10     | 2002年6月13日 | ついに復讐の時…そして衝撃の夜!          | 9.3%   |          |
| Stock11     | 2002年6月20日 | 押し寄せる人の波! もう誰も止められない… | 10.3%  |          |
| Final Stock | 2002年6月27日 | 世界最大メガバンク崩壊そして新たな波    | 13.8%  |          |

平均視聴率 10.8%（視聴率は関東地区・ビデオリサーチ社調べ）